# Filip II. Filorhómaios
Filip II. Filorhómaios („Přítel Římanů“) byl poslední panovník z řecko-makedonské dynastie Seleukovců.

## Vláda a zánik dynastie
Filip II. Filorhómaios se narodil v době úpadku seleukovské říše, kdy občanské války způsobily politickou nestabilitu; datum jeho narození však není známo. Filip II. byl synem předchozího krále Filipa I. Filadelfa a panoval v letech 65–64 př. n. l. Parthové, hlavní nepřátelé Seleukovců, v té době již kompletně dobyli Mezopotámii a Persii. Po porážce Antiocha VII. Sideta v Médii se území seleukovské říše zmenšilo již jen na Sýrii. Arménský král Tigranés Veliký podnikl vojenskou invazi do Sýrie v roce 69 př. n. l., byl však poražen římským vojevůdcem Lucullem. Lucullus pak seleukovským králem jmenoval Filipova bratrance Antiocha XIII. Asiatika. Filip však chtěl svého příbuzného sesadit, přičemž se mohl spolehnout na podporu obyvatelstva města Antiochie a místního vládce Kilíkie. Římský vojevůdce Pompeius Magnus se rozhodl ukončit tento spor tím, že roku 64 př. n. l. sesadil Antiocha XIII. z trůnu a bývalé království Seleukovců přeměnil na pouhou římskou provincii. Filip II. zemřel okolo roku 56 př. n. l., když se snažil oženit s Beréniké IV. a získat ptolemaiovský egyptský trůn. Pravděpodobně ho zabil Aulus Gabinius, římský guvernér Sýrie.